# La Sera
La Sera, pseudonimo di Katy Goodman (...), è una cantautrice e bassista statunitense, componente delle Vivian Girls.
Ha avviato l'attività da solista nel 2010 con il suo nuovo pseudonimo e in collaborazione con diversi produttori come Brady Hall, Rob Barbato, Daniel Gomez e Todd Wisenbaker; ha inciso quattro album di inediti di genere indie rock e intrapreso dei tour internazionali.

## Storia
Katy Goodman ha iniziato a scrivere brani musicali per questo nuovo progetto nel 2009, esordendo con il suo primo singolo Never Comes Around nel novembre 2010. Il 15 febbraio 2011 è uscito il primo album del gruppo, in quel periodo composto dalla Goodman insieme al produttore Brady Hall, l'eponimo La Sera, anticipato dal loro secondo singolo Devils Hearts Grow Gold. In seguito al loro primo lavoro hanno intrapreso un tour internazionale come gruppo spalla dei Tennis e di Jenny Lewis.
Il 27 marzo 2012 è stato pubblicato il secondo album, Sees the Lights, supportato dal singolo Real Boy, che ha avuto un discreto successo radiofonico in Italia; per la promozione di questo lavoro, hanno intrapreso un tour con Kate Nash e The Julie Ruin, approdando in Europa fino ad esibirsi al Primavera Sound Festival. Il terzo disco, l'ultimo pubblicato per l'etichetta discografica Hardly Art, si intitola Hour of the Dawn ed è uscito nel 2014.
Nel 2016 è stato pubblicato Music for Listening to Music to, primo album per la Polyvinyl Records.

## Discografia

### Album
- 2011 - La Sera
- 2012 - Sees the Lights
- 2014 - Hour of the Dawn
- 2016 - Music for Listening to Music to

### Singoli
- 2010 - Never Come Aroud
- 2011 - Devils Hearts Grow Gold
- 2012 - Please Be My Third Eye
- 2012 - Real Boy/Drive On
- 2012 - Break My Heart
- 2014 - Fall in Place
- 2015 - 10 Headed Goat Wizard
- 2016 - High Notes
- 2016 - I Need an Angel